# Barredora
Una barredora motorizada o barredora mecánica es un vehículo diseñado para la limpieza del espacio público como calzadas, aceras, parques, aparcamientos, etc. Puede estar equipada con cepillos giratorios, un dispositivo de riego y una aspiradora.

## Historia

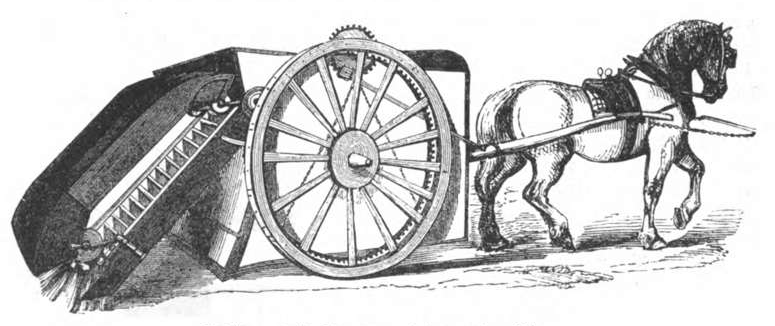
Barredora de carreteras tirada por caballos diseñada por el ingeniero Joseph Whitworth en 1846.

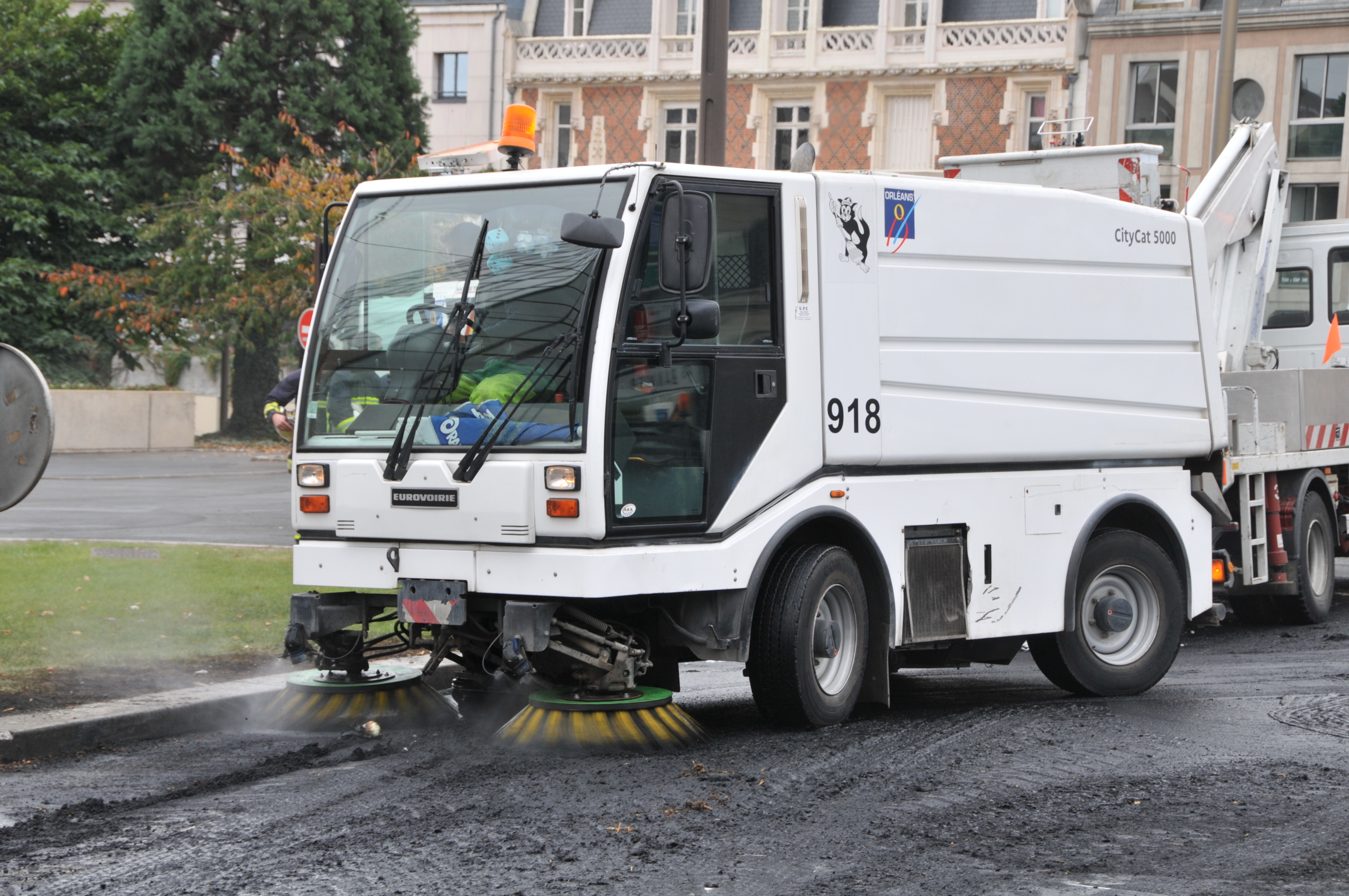
Barredora-aspiradora.

La primera barredora mecánica fue diseñada por el ingeniero británico Joseph Whitworth en la década de 1840 con el objetivo de eliminar la basura de las insalubres calles de la ciudad de Mánchester.
La barredora Withworth estaba formada por unas hileras de escobas montadas simétricamente sobre dos cadenas sin fin, cada una estirada por dos poleas sobre las que se enrollaban y que empujaban el barro hacia adelante para transportarlo a un volquete.
En 1865 se comenzó a utilizar en las calles de París la máquina Withworth modificada.
En Estados Unidos la primera barredora de calles fue patentada en 1849 por C.S. Bishop.
En 1896 Charles B. Brooks, aplicando la barredora de Bishop a un camión, creó el prototipo de barredora autopropulsada.

## Barredoras modernas
Las barredoras modernas más comunes son las mecánicas de cepillo, las asistidas por vacío, las de aire regenerativas y las secas asistidas por vacío, estas últimas más efectivas ya que no requieren el uso de agua y emplean un sofisticado sistema de filtración.
Las barredoras secas de vacío poseen dos cepillos giratorios en la parte frontal capaces de capturar la mayor parte de los residuos con un tamaño por encima de entre 10 y 3 micras (µm) que después son empujados por una escoba mecánica o aspirados por un conducto y almacenados en un contenedor en la parte posterior de la máquina.

## Galería de imágenes

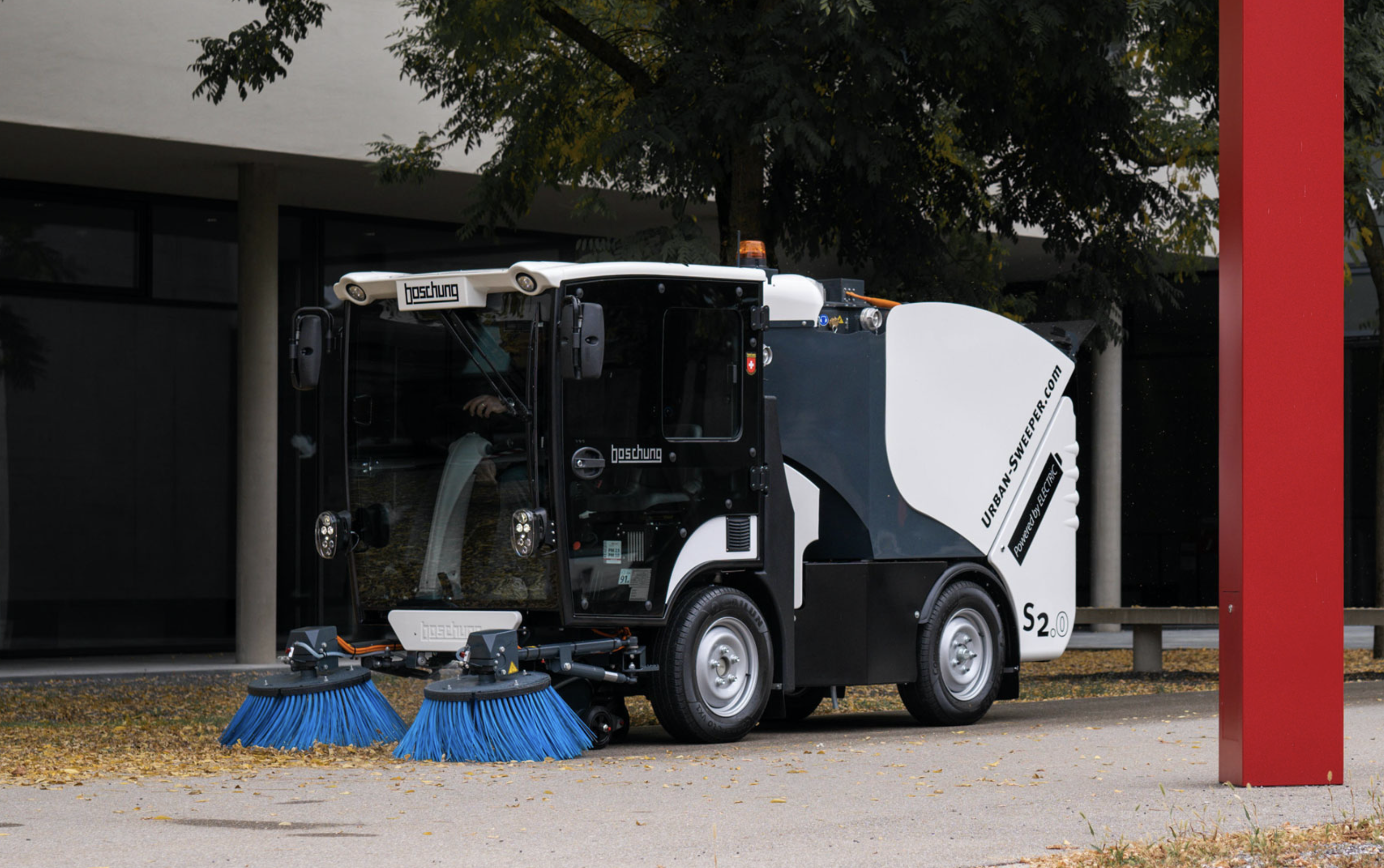
Barredora de calles eléctrica Boschung.
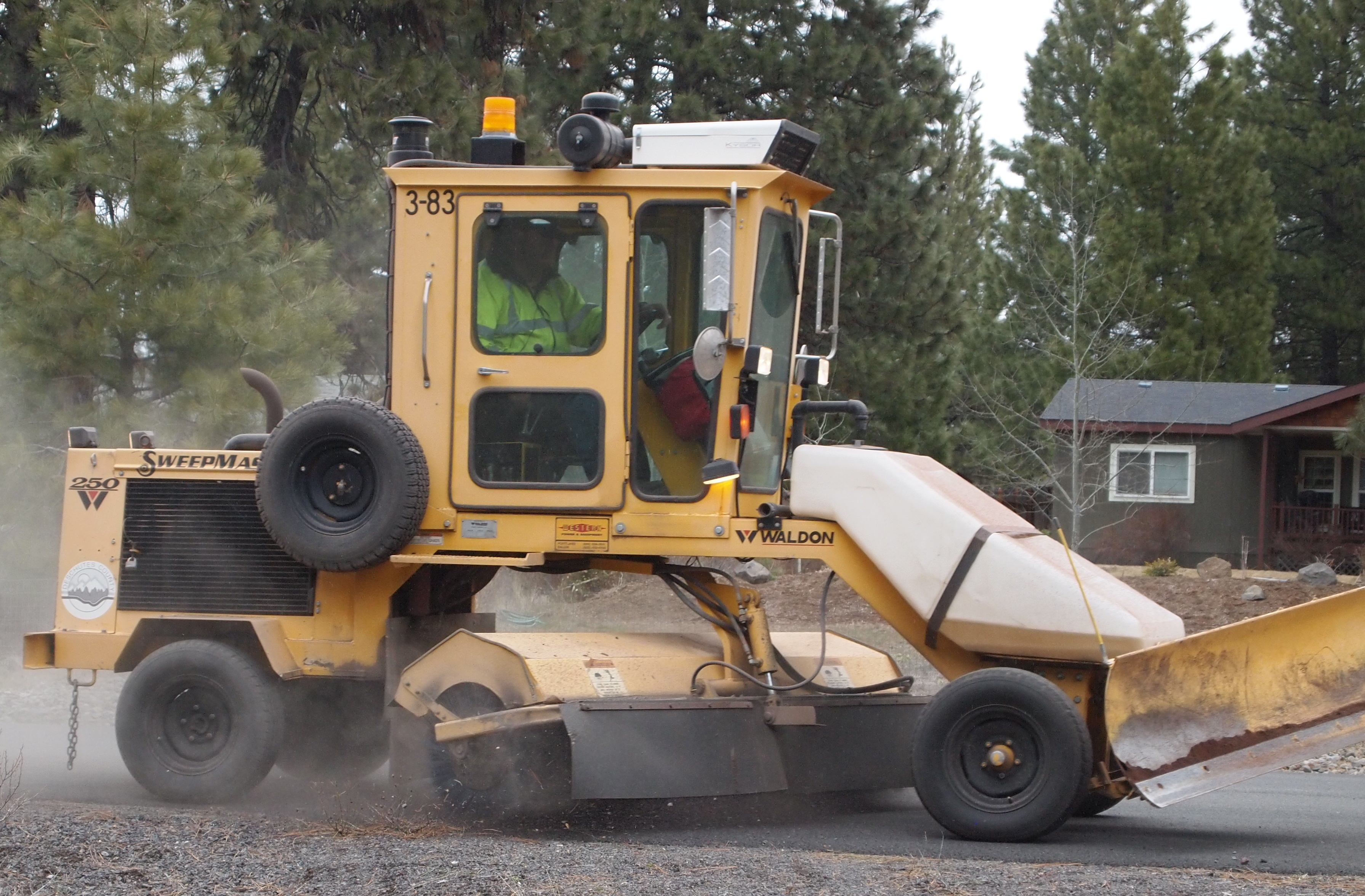
Barredora tipo niveladora.
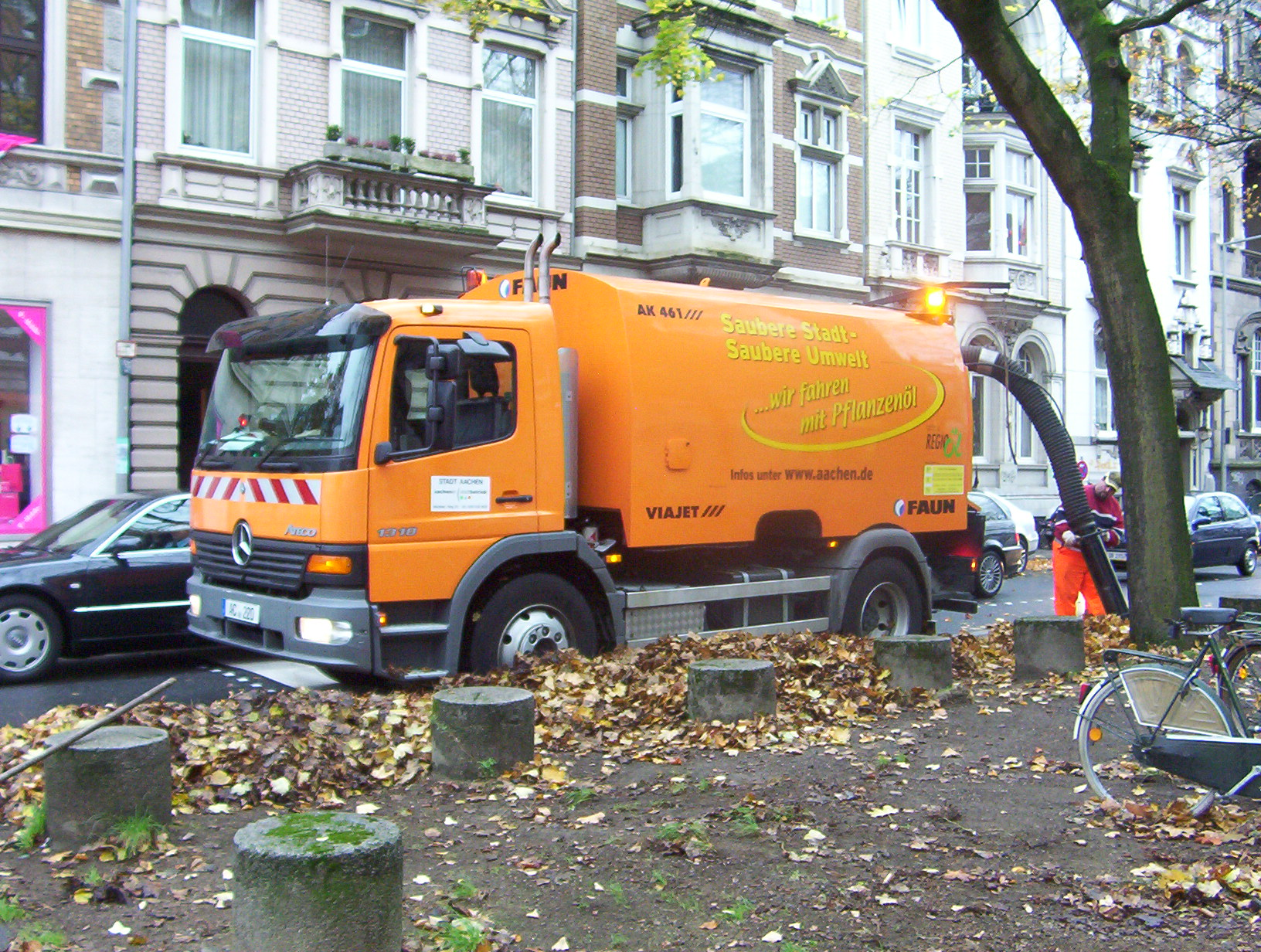
Barredora/aspiradora de biodiésel en Aquisgrán, Alemania.
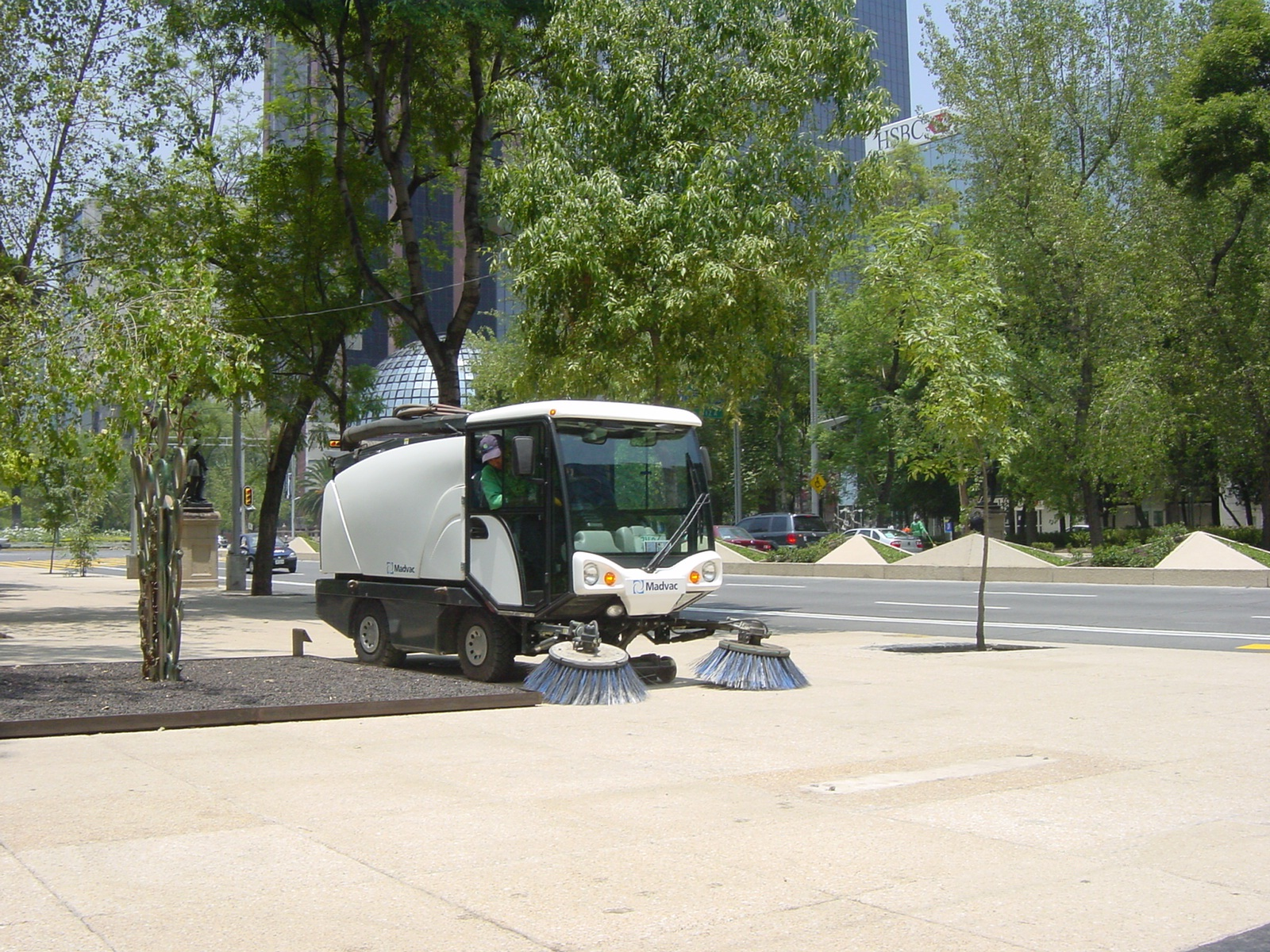
Madvac compacto canadiense, en Ciudad de México.